# Carter Brown

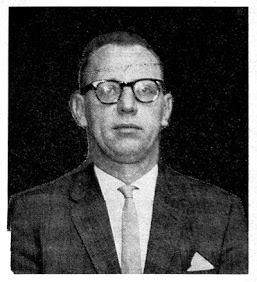
Carter Brown oder Alan Geoffrey Yates, Finnland 1964.

Carter Brown (* 1. August 1923 in London, England unter dem Namen Alan Geoffrey Yates; † 5. Mai 1985 in Sydney, Australien) war einer der erfolgreichsten australischen Kriminalautoren des 20. Jahrhunderts. In den Jahren von 1954 bis 1984 schrieb er etwa 215 Romane und ca. 75 Erzählungen in Novellenlänge.
.

## Leben
Alan Geoffrey Yates wurde am 1. August 1923 in London geboren. Nach einer Grundausbildung studierte er in Essex und tritt 1942 in die Royal Navy ein. Er arbeitete sich dort bis zum Lieutenant hoch und trat dann ein Jahr nach Kriegsende, 1946, wieder aus dem Militär aus. Auf der Suche nach einem Job bewarb er sich bei „British Acoustic Films“, einem Tochterunternehmen der Gaumont (Gaumont-British-Films), wo er daraufhin für zwei Jahre angestellt wurde und als Tontechniker arbeitete. Er schrieb später in seiner Autobiographie, er habe diese Arbeit gehasst, zumal er technisch unbegabt gewesen sei.
1948 zog Yates nach Sydney in Australien, wo er direkt eingebürgert wurde. Er arbeitete dort bei der Fluglinie Qantas-Empire-Airways als Kaufmann und PR-Berater und als Redakteur für die firmeneigene Werbezeitung und ein Mitarbeiterblatt. Nebenbei fing er an, Kurzgeschichten zu schreiben. Nach zahlreichen Absagen gelang es ihm, in der Heftroman-Szene Fuß zu fassen, zunächst mit Westernromanen für „Invincible Press“. Der erste Roman wurde ihm mit £20 vergütet. Angeregt durch den Erfolg der Romane von Mickey Spillane, beschlossen er und sein neuer Arbeitgeber, der Horwitz-Verlag, es mit Krimis dieser Art zu versuchen. Diese Kurzromane erschienen zunächst unter dem Namen Peter Carter Brown und erregten nicht zuletzt wegen ihrer für damalige Verhältnisse gewagten Titelbilder Aufsehen. Nach 1953 arbeitete Yates als freischaffender Autor. Da sich die Carter-Brown-Mysteries sehr gut verkauften, strebte Horwitz nach einer Erweiterung des Marktes. Die zuerst nur für den australischen Markt angelegten Werke fanden ihren Weg in die USA und nach Europa, wo sie u. a. in Frankreich durch Gallimard und in Deutschland durch den Verlag Kurt Desch (Reihe „Mitternachtsbücher“), dann Ullstein und später Heyne vertrieben wurden. In Europa erreichte er Auflagen in Millionenhöhe. In den USA zeichneten für das Design seiner Werke namhafte Künstler wie Robert McGinnis (Filmposter der James-Bond-Filme) verantwortlich. 
Yates heiratete die Australierin Denise Sinclair Mackellar und hatte mit ihr eine Tochter und drei Söhne. Er starb 1985 in Sydney an den Folgen eines Herzanfalls.

## Das literarische Werk
Anfangs schrieb Yates unter seinem Pseudonym Tex Conrad kurze Kriminal-, Western- und Horrorgeschichten, die im Magazin Thrills Incorporated veröffentlicht wurden oder als Groschenhefte erschienen. Nach jenen kurzen Anfängen begann er jedoch, sich mehr auf Kriminalgeschichten zu konzentrieren. Seine Kriminalromane waren sehr erfolgreich, sodass Yates und seine Familie sich teure Wohnsitze (New York, Hong Kong, London, Sydney) und kostspielige Reisen leisten können.
Unter dem Namen Carter Brown verfasste Yates von 1953 bis 1981 seine meisten Werke. Zuerst lautete das Pseudonym „Peter Carter Brown“, das allmählich im Laufe der 1950er Jahre zu „Carter Brown“ verkürzt wurde. Er schrieb auch romantische Thriller für Frauen (Pseudonym: „Caroline Farr“). Die australische Brown-Expertin Toni Johnson-Woods geht davon aus, dass Yates alles in allem etwa 200 Romane verfasst hat. Johnson-Woods hat ermittelt, dass einige wenige Romane, die unter dem Namen Carter Brown entstanden, nicht von Yates verfasst wurden, sondern von einem CJ MacKenzie.
Einen Agentenroman veröffentlichte Yates unter dem Namen „Dennis Sinclair“. Im Jahr 1958 brachte er ein einziges Mal einen Roman unter seinem eigenen Namen heraus: The Cold Dark Hours.
In den späten 1960er Jahren wurden Yates’ Romane wesentlich freizügiger, um sich dem Zeitgeschmack anzupassen, was einige Kritiker störte. Neuauflagen älterer Carter-Brown-Romane wurden – wohl von fremder Hand – aktualisiert und vor allem mit Sexszenen angereichert. Die mit einem Augenzwinkern vorgetragene Machoattitüde der Brownschen Helden passte aber bald nicht mehr in die Zeit. Anfang der Achtziger erschienen Yates’/Browns letzte Romane in englischer Sprache. Seine Witwe, Denise Yates, versuchte in den 90er Jahren vergebens, eine Neuauflage einiger Romane ihres Mannes zu erreichen. Yates’ Verlag – Horwitz, Australien – lehnte eine Neuauflage mit dem Hinweis ab, die Bücher seien völlig veraltet und fänden heute kein Publikum mehr.
1983 publiziert Yates seine Lebenserinnerungen, Ready When You Are, C.B.

### Literarischer Stil
Yates’ Romane stehen in der Tradition der klassischen Privatdetektivromane à la Raymond Chandler, orientieren sich aber deutlich an Werken von Mickey Spillane und vor allem Robert Leslie Bellem, dem in den USA bekanntesten Verfasser harmlos-erotischer Schundkrimis. Viele Werke sind von dem Ehrgeiz geprägt, den Leser auf „allen Gebieten zu unterhalten“ (Zit. Yates) – so wurden „Sex & Crime“ offener und stärker thematisiert. Yates folgte hiermit dem Vorbild Ian Flemings, der den gleichen Leitspruch für seine James-Bond-Romane verwandte. Besondere Kennzeichen seiner Bücher sind flotte und schlagfertige Sprüche („wisecracks“) seiner Helden und oft regelrecht slapstickartige Szenen. Yates’ Helden sind neben ihrer Ermittlungsarbeit hauptsächlich damit beschäftigt, jungen hübschen Damen nachzustellen.
Seine Romane spielen bis auf wenige Ausnahmen nicht in seiner Wahlheimat Australien, sondern in einem „Pappdeckelamerika“ (so ein Kritiker) und wurden mit einem Slang ausgestattet, den er sich durch Bücher und Filme angeeignet hatte. Recherchereisen betrieb Yates nie, was ihm mancher Fachmann ankreidete: er habe eine „manchmal blecherne Version des US-Slangs“ geschrieben (so die Encyclopedia of Pulp Fiction Writers).
Eine besondere Angewohnheit Yates’ war es, Namen anderer Novellen und Romane so zu verdrehen, dass der Insider seine Anspielungen noch versteht. Ein Beispiel hierfür ist Murder Is My Mistress (1954), dessen Titel stark an Raymond Chandlers Trouble Is My Business (1950) erinnert. Die deutschen Titel seiner Bücher waren teilweise ebenfalls deutlich um witzige Originalität bemüht: „Im Kille-Kille Keller“, „Ackerbau und Unzucht“, „Grober Unfug mit Blondinen“ etc.
Yates’ wichtigste Romanhelden: Lieutenant Al Wheeler (ermittelt in der fiktiven Stadt Pine City), der Hollywood-Detektiv Rick Holman, der New Yorker Schürzenjäger/Detektiv Danny Boyd, der ständig darum bemüht ist sein „unwiderstehliches“ Profil ins rechte Licht zu rücken, die Drehbuchautoren und unfreiwilligen Detektive Boris Slivka und Larry Baker – und die kurvenreiche Detektivin Mavis Seidlitz. Alle hatten ein relativ langes Leben und tauchten schon in den fünfziger Jahren auf.

## Veröffentlichungen (Auswahl)
- 1953 Venus Unarmed (Erstlingswerk)
- 1953 The Lady Is Chased
- 1953 The Black Widow Weeps
- 1953 Penthouse Passout
- 1953 Strip Without Tease
- 1954 Murder - Paris Fashion
- 1954 Nememis Wore Nylons
- 1954 Maid For Murder
- 1954 Murder Is My Mistress
- 1955 Shamus, Your Slip Is Showing
- 1955 Cutie Cashed His Chips
- 1955 The Blonde (dt.: Attentat auf Georgia. Desch, München u. a. 1959)
- 1955 Kiss Me Deadly
- 1955 Lipstick Larceny
- 1956 Blonde, Beautiful, And - Blam!
- 1956 Strictly For Felony
- 1956 Booty For A Babe
- 1956 Blonde Verdict (dt.: Gift und Geld. Desch, München u. a. 1964)
- 1957 Cutie Wins A Corpse
- 1957 Bella Donna Was Poison
- 1958 So Lovely She Lies
- 1958 Goddess Gone Bad
- 1958 Sinfully Yours
- 1961 The Stripper (dt.: Ein Fall für Al Wheeler. Desch, München u. a. 1964)
- 1961 The Tigress (dt.: Die Tigerin. Desch, München u. a. 1963)
- 1961 The Exotic (dt.: Gefahr für Al Wheeler. Desch, München u. a. 1963)
- 1962 The Ice-Cold Nude (dt.: Kalt wie ein Brillant. Ullstein, Frankfurt/M. u. a. 1965)
- 1962 Walk softly, witch (dt.: Hexe auf leisen Sohlen. Ullstein, Frankfurt/M. u. a. 1965)
- 1963 The Sinners
- 1963 The Jade-Eyed Jinx (auch als: The jade-eyed Jungle; dt.: Es geschah in Hollywood. Desch, München 1965)
- 1964 The Velvet Vixen (auch als: The Vixen; dt.: Al Wheeler und die Füchsin. Heyne, München 1978)
- 1966 Mansion Of Evil
- 1966 Mansion Of Peril
- 1968 The Deep Cold Green
- 1969 The Up-Tught Blonde
- 1970 The Son Of The Beast (dt.: Hölle mit Vollpension. Ullstein, Frankfurt/M. u. a. 1971)
- 1971 The Sex Clinic (dt.: Die Sexklinik. Ullstein, Frankfurt/M. u. a. 1972)
- 1971 W.H.O.R.E. (dt.: Al Wheeler und die Teufelsbrut. Desch, München u. a. 1972)
- 1972 The Pornbroker (dt.: Liebe vor der Kamera. Ullstein, Frankfurt/M. u. a. 1973)
- 1972 The Seven Sirens (dt.: Insel der sieben Sirenen. Ullstein, Frankfurt/M. u. a. 1972)
- 1975 Sex Trap (dt.: Verräterische Lippen. Ullstein, Frankfurt/M. u. a. 1976)
- 1978 Coriolanus, The Chariot!
- 1979 Rip-Off (auch als: The Rip-Off; dt.: Nepp für Narren. Ullstein, Frankfurt/M. u. a. 1979)
- 1979 The Spanking Girls (auch als: Spanking Girls; dt.: Al Wheeler und die Millionärstochter. Heyne, München 1980)
- 1981 The Wicked Widow

## Verfilmungen
- 1960: Blonder Charme und schräge Schatten (Touchez-pas aux blondes) – nach dem Roman The Body
- 1963: Lauter Leichen in Las Vegas (Blague dans le coin)

## Ehrungen und Auszeichnungen
1997 wurde er postum mit dem Ned Kelly Award, dem australischen Krimipreis, geehrt.

## Trivia
1982 spielte die Sydney Theatre Company ein Musical nach einem Carter-Brown-Roman: The Stripper mit Terence Donovan als Lt. Al Wheeler. Verantwortlich für dieses Werk war Richard O’Brien, Schöpfer der Rocky Horror Show.